# 喻英奇
喻英奇（1907年11月30日—1950年11月28日），湖南保靖人。中華民國陸軍中將。籍貫湖南保靖，屬湘西苗區，是國民黨力加培植的高級將領。

## 生平

### 早年
喻英奇世代居住在苗疆。十一歲時追隨父親喻凱臣（任粵軍廣東雷州統領）赴廣東省警官學校和肇庆西江講武堂學習，步入軍旅生涯之始。畢業後充任警察局巡官。後轉入粵軍陳濟棠轄下余漢謀部隊充當排長。在東征陳炯明的戰役中，因作戰驍勇被提升為上尉連長。為陳濟棠賞識， 升少校營長。後在湘軍陳渠珍部任軍官大隊少校中隊長，不久調任新三十四師教導團第三營少校營長，接著又調任龍山保安團中校副團長。湘軍部隊改編後又返轉粵軍陳濟棠部隊任上校團長。

### 抗戰時期
抗日戰爭爆發後，喻授任為國軍六六軍一六零師九五六團上校團長，北上抗日參加淞沪抗战。因作戰英勇，升任六六軍一六零師四七八旅少將旅長。兩個月後，受命率部隊參加南京保衛戰。於12月5日在南京外圍湯山，以僅剩一團的兵力與日軍交戰三小時，身中數彈，仍然奮不顧身，繼續督促部屬抗敵，流血過多而昏厥。士兵揹負喻英奇入南京城內，得美國紅十字會鼓樓醫院醫生掩護搶救。然後輾轉經上海至香港養和醫院療傷半年。療傷後，子彈仍留在右膝，背部也留下無數斑痕，因而得九斑龍之稱。南京保衛戰後，蔣中正在武漢召見喻英奇，詢問作戰負傷經過，並頒壹萬銀元慰恤。喻英奇將這筆錢全數放在保靖家鄉創辦“英奇小學”。請于右任題寫校名。
1938年，調任獨立旅第二十旅少將旅長，移駐惠州，在江西南潯線和廣東寶安一線抗擊日軍。扼敵於粵北清遠，佛岡之線，免使廣州淪陷。
1939年秋，奉命移防惠陽前線，出擊廣九鐵路之敵，及深圳敵軍的軍事據點，彈藥倉，糧倉，使日軍疲於應戰。
1940年至]1942年，喻英奇赴重慶陸軍大學將官班第五期深造。1943年再進入美國駐中印緬軍官戰術學校受訓。曾多次援救盟軍飛行員，而獲盟軍嘉獎。結業後任中華民國海陸豐守備區少將指揮官。1944年冬，再進入軍事委員會幹部訓練團將校研究班受訓。1945年，任中華民國青年軍第二零九師少將副師長，直到對日抗戰結束。

### 國共內戰時期
1946年，抗戰勝利後青年軍復員，喻英奇入中央訓練團兵役班受訓。結業後調任廣東海陸豐守備區少將司令。
1947年，由粵返湘，競選國大湖南代表，以高票膺選。時逢宋子文主粵，受命為廣東省第五區行政督察專員兼第五清剿區司令，下轄東江潮安，汕頭，澄海，潮陽，揭陽，豐順，普寧，惠來，興寧，平遠，饒平，南澳十二縣市局，公署及司令部設在潮安。千餘湘西青年仰慕之，遠赴廣東投效喻英奇，進入幹訓班受訓。結訓後，政工隊從事情報，軍事隊負責清剿區司令部及專員公署的警衛。此時東江的共軍日漸活躍，地方治安不復平靜。共軍渡江後，國軍節節失利，戰況不斷逆轉。十月上旬，蔣中正以中國國民黨總裁身份在廣州廣東省主席薛岳官邸設宴，召見喻，面授剿共機宜，並示諭國防部發表，喻英奇升任閩粵邊區剿匪總部總指揮，官階中將，駐紮梅縣松口，時年四十。
1948年至1949年，往松口履任。未及半年，國軍的剿共戰役節節失利，大軍紛紛南移。胡璉的第十二兵團自淮海战役突圍後，輾轉至廣東，進駐梅縣，潮汕一帶。喻英奇奉命將該地區的剿共任務交由胡璉的第十二兵團接替。喻英奇的閩粵邊區剿匪總部遷至潮安，部隊只剩一個保安旅加上中央從台灣抽調的一個步兵師，總兵力萬餘人。共軍為了打擊喻英奇的威望，在報紙雜誌上以扣押揭陽名士吳履遜事件製造輿論，香港星島日報也稱喻英奇為“粵東王”。
1941年喻英奇在重庆陆军大学学习时，和在重庆江津师范学院读书的同乡彭司琰相识。彭司琰1938年加入中国共产党，1939年任中共保靖县委书记。喻英奇热烈追求彭司琰，此时正是国共第二次合作时期，彭司琰根据中共的统一战线的政策，认定喻是团结对象，她同意嫁给喻英奇。1948年，彭司琰定居香港千方百计找党组织，终于认识了后任中共华南局统战部部长的饶彰枫。饶了解彭的全部经历和政治情况，便为她安排了相关工作。时喻英奇任闽粤边区剿匪总部中将总指挥。彭司琰多次往返香港与潮汕之间，收集有关国民党奥东部队兵力、装备情况向香港地下党汇报，她还冒着生命危险为解放军东江纵队募集资金，并协助党组织做策反喻英奇工作。
1949年2月，全國時局已全面動盪，通貨膨脹，金融混亂。胡璉的第十二兵團為了加強兵力，在潮汕一帶抓民充兵（後日輿論也把這筆帳算入喻英奇）。4月23日中華民國政府遷都廣州。武漢失守，共軍沿著衡陽，福建泉州，漳州逼近廣東。喻英奇實施兩大籌餉稅收，一是准許在汕頭公開開賭抽頭，二在粵東各江港口對出入船隻裝載的貨物按件抽護航稅。胡璉具名狀告之中央政府謂喻英奇准許在汕頭開賭抽頭，開賭因此被停。只有依賴這筆護航稅，使得多個新兵團的軍備軍餉自給自足。接命兼任陸軍第三二一師中將師長。
第三二一師部隊於10月8日撤離汕頭，抵黃埔時，中央已決定放棄廣州再遷重慶。第三二一師部隊遂轉船向雷州半島方向撤退。在電白縣水東鄉駐紮一週，集結整補。中央政府將喻英奇的閩粵邊區剿匪總指揮部，改為粵桂東邊區剿匪總指揮部；授命喻英奇任中華民國暫五軍軍長，統一指揮撤退。喻英奇兵分三路向再廣東南方進發，沿著粵南，統一撤退。包括所有廣東南方的黨政軍，機關，銀行及社團；加上被林彪打敗的華中長官白崇禧的小部隊近萬人也投奔喻英奇。沿路撤退，收編地方團隊，部隊行至茂名縣時有一個兵團的兵力，加上黨政公教員工，總人數已超過八萬。在解放军的攻势下，10月31日，喻英奇率部同第十三区专员吴斌、茂名县长缪任仁退出茂名县城。不久，解放军即于11月2日占领茂名县城。
12月10日到達了廉江城外。喻英奇拜會在廉江苦戰多日的第四兵團司令沈發藻商討合作對敵戰略。因共軍善長夜戰，雙方同意當晚各方穩守陣地防線，明早會合海南島的支援飛機，十萬大軍陸空聯戰。當夜因部隊長途趕路行軍致久未用餐，遂請沈發藻支援開伙，誰知正值用餐時，喜於夜間偷襲的共軍，閃電式的突襲正在用餐中的部隊，以弧形對部隊包圍，而且圈長達四十餘公里。沈發藻的兩萬軍隊和喻英奇的部隊頓時措手不及，全軍潰散，次日喻英奇在廉江被俘。
喻英奇被俘後，收押在廣州東山梅花村。共產黨廣東省長葉劍英，廣州市長方方，相繼施以懷柔手段，希望喻英奇能向共方效忠，但其拒絕投降。1950年11月，喻英奇被押返汕頭公審，鎖入木欄游街示眾。11月28日，喻英奇被東江解放军枪毙，限令暴屍示眾，不准收埋，數日後始由不知名佛善社悄悄安葬。1951年3月30日，中華民國總統明令褒揚奉准入祀忠烈祠。 1985年，中國共產黨准入侵华日军南京大屠杀遇难同胞纪念馆。